# Sydney Trains

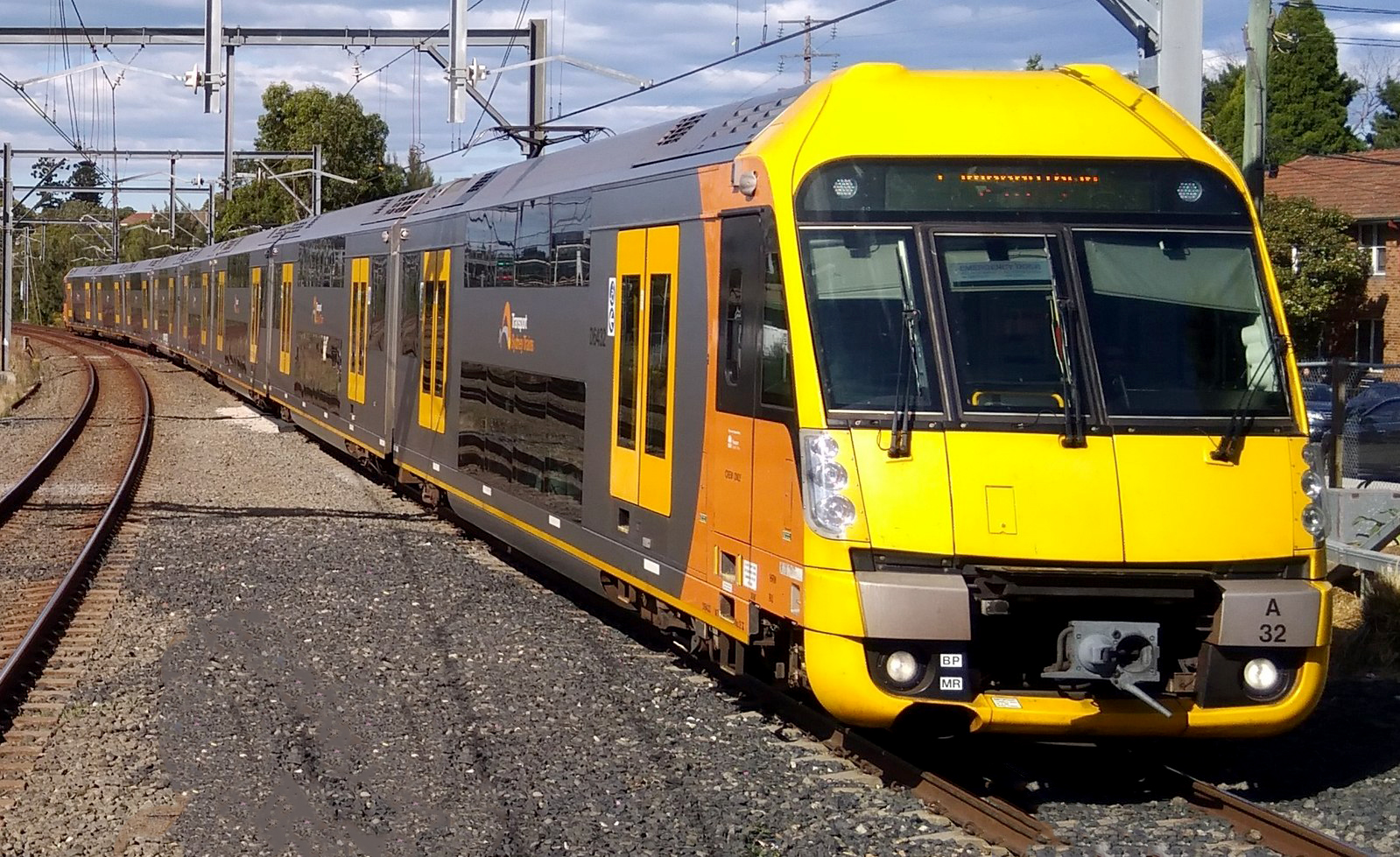
Un treno di Sydney Trains

Sydney Trains (in italiano: Treni Sydney) è un operatore ferroviario australiano. È di proprietà del governo del Nuovo Galles del Sud e offre tutti i servizi ferroviari per passeggeri dell'area metropolitana di Sydney.
Sydney Trains è una filiale di Transport for New South Wales (Trasporti per il Nuovo Galles del Sud).
La rete è una ferrovia metro-suburbana ibrida con nucleo centrale sotterraneo che fa fermate con le frequenze tipiche di una metropolitana, ed un certo numero di diramazioni con frequenze tipiche di una rete per pendolari di tipo suburbano.
La bigliettazione è incorporata nel sistema di bigliettazione della New South Wales MyZone con alcune sezioni limitate che usano il sistema di bigliettazione Opal.
Ha iniziato a operare il primo luglio 2013 dopo che il Ministero dei trasporti nel maggio 2012 ha deciso di ristrutturare RailCorp
.